# Lòl·lia (amant de Cèsar)
Lòl·lia (en llatí Lollia) va ser la dona d'Aule Gabini que segons diu Suetoni va ser amant de Juli Cèsar.
Suetoni parla també de les dones casades amb les que Cèsar va tenir relacions, i assenyala a Postúmia (dona de Servi Sulpici Galba), Tertúl·lia (dona de Marc Licini Cras Dives I) i Múcia Tèrcia, (dona de Gneu Pompeu), a més d'altres, cosa que sembla una mica exagerat. A Lòl·lia se la suposa filla de Marc Lol·li Palicà, que havia estat tribú de la plebs l'any 71 aC.